# اسلام‌آباد شماره سه
اسلام‌آباد شماره سه یک منطقهٔ مسکونی در ایران است که در دهستان دشتاب واقع شده‌است. براساس سرشماری مرکز آمار ایران در سال ۱۳۹۵، اسلام‌آباد شماره سه ۶۰ نفر جمعیت دارد.